# Крушево (Оброваць)
Крушево (хорв. Kruševo) — населений пункт у Хорватії, у Задарській жупанії у складі міста Оброваць.

## Населення
Населення за даними перепису 2011 року становило 1112 осіб.
Динаміка чисельності населення поселення:

## Клімат
Середня річна температура становить 13,64 °C, середня максимальна – 27,18 °C, а середня мінімальна – 1,00 °C. Середня річна кількість опадів – 945 мм.
| Клімат поселення                              | Клімат поселення | Клімат поселення | Клімат поселення | Клімат поселення | Клімат поселення | Клімат поселення | Клімат поселення | Клімат поселення | Клімат поселення | Клімат поселення | Клімат поселення | Клімат поселення | Клімат поселення |
| Показник                                      | Січ.             | Лют.             | Бер.             | Квіт.            | Трав.            | Черв.            | Лип.             | Серп.            | Вер.             | Жовт.            | Лист.            | Груд.            |                  |
| Середній максимум, °C                         | 9,10             | 9,69             | 12,56            | 15,77            | 20,56            | 24,48            | 27,18            | 26,67            | 22,65            | 18,03            | 12,78            | 9,86             |                  |
| Середня температура, °C                       | 5,04             | 5,64             | 8,51             | 11,71            | 16,52            | 20,43            | 23,63            | 23,11            | 19,10            | 14,48            | 9,22             | 6,30             |                  |
| Середній мінімум, °C                          | 1,00             | 1,60             | 4,46             | 7,66             | 12,47            | 16,37            | 20,07            | 19,56            | 15,53            | 10,92            | 5,66             | 2,74             |                  |
| Норма опадів, мм                              | 76               | 70               | 74               | 80               | 72               | 64               | 41               | 55               | 98               | 105              | 114              | 96               |                  |
| Середньомісячна швидкість вітру, м/с          | 2.84             | 2.96             | 3.08             | 2.96             | 2.60             | 2.38             | 2.40             | 2.30             | 2.52             | 2.67             | 3.16             | 3.13             |                  |
| Середньомісячна сонячна радіація, кДж/м²·день | 5020             | 7696             | 11322            | 16019            | 20070            | 22372            | 24139            | 21116            | 15456            | 9878             | 5382             | 4267             |                  |
| --------------------------------------------- | ---------------- | ---------------- | ---------------- | ---------------- | ---------------- | ---------------- | ---------------- | ---------------- | ---------------- | ---------------- | ---------------- | ---------------- | ---------------- |
| Джерело:                                      |                  |                  |                  |                  |                  |                  |                  |                  |                  |                  |                  |                  |                  |